# みるき
みるきは、日本のナレーター。大阪府出身。身長156cm。所属事務所はキャラ。

## 出演

### キャラクターボイス
- 藤商事CR「ヴァン・ヘルシング」（アナ）
- 滋賀県キャラクター（キャッフィー）
- SNK「スカイラブ」（シルビア・ローズ、エアル）

### 番組ナレーション
- SUNTV
  - 関西ジュニア青春バス
  - ドM時デスヨ!
  - HAPPY WEDDING
  - カツヤマサヒコSHOW
- KTV
  - 特報アンカー

### ラジオドラマ
- RSK
  - 夕焼けの向こう

### CMナレーション
- 瓢月堂
- 龍谷大学
- かんさい地販
- 岸和田アウトレット・カンカン
- 大阪青果物商業協同組合
- ハーベストの丘
- メイスイ
- かっぱ寿司

### VPナレーション
- 京都生活協同組合
- ダスキン
- 阪和興業
- 奈良県営水道